# ヤドロリニヤ
ヤドロリニヤ（クロアチア語: Jadrolinija）は、クロアチアの海運企業。この会社のスローガンは、"Odmor počinje na brodu!"(休暇は船の上で始まります)。

## 概要
クロアチアのリエカにて1947年1月20日に発足した。クロアチアの沿岸地方からクロアチア国内各地やイタリアの都市を結ぶフェリーの運航を主な事業としている。44隻のカーフェリーと8つの双胴船、水上バス、5つの在来船を保有している。
以下の島々や半島をクロアチア本土と結んでいる: ツレス島、ロシニ島、ラブ島、パグ島、ウニイェ島、スサク島、イロヴィク島、ヴェレ・スラカネ島、マレ・スラカネ島、ウグリャン島、パシュマン島、ドゥギ・オトク島、イスト島、モラト島、ズヴェリナツ島、セストルニ島、リヴァニ島、シルバ島、オリブ島、プレムダ島、イジュ島、ラヴァ島、ジリェ島、カプリイェ島、プルヴィチ島、ズラリン島、ブラチ島、フヴァル島、ショルタ島、ヴィス島、ドルヴェニク・ヴェリキ島、ドルヴェニク・マリ島、コルチュラ島、ラストヴォ島、ムリェト島、シパン島、ロプド島、コロチェプ島、ペリェシャツ半島。
2007年の夏季には毎日400便が出航していた。
クロアチア南部スプリト駅に隣接するフェリーターミナルからはイタリアアンコーナと結ぶ便がある。
2003年にはヨハネ・パウロ2世がクルク島を訪れる際にヤドロリニヤを利用した。

## ギャラリー

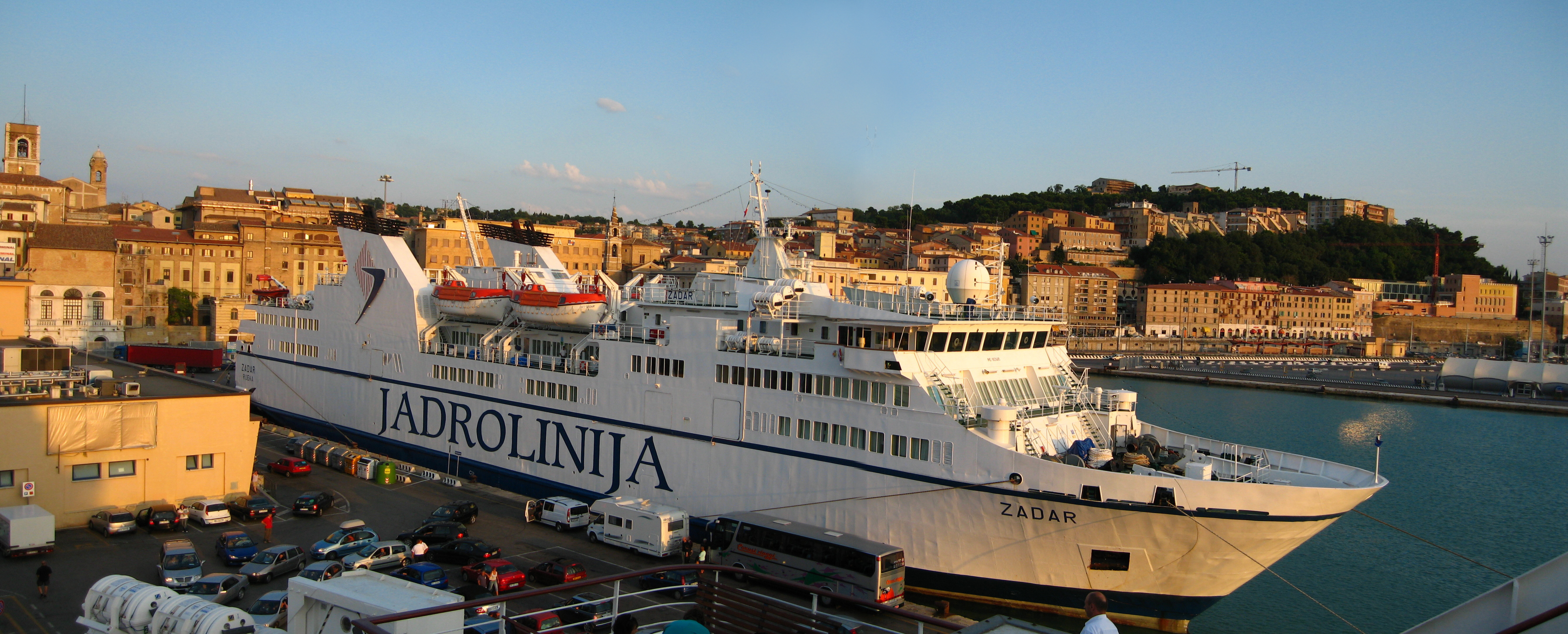
フェリー「ザダル」がイタリアのアンコーナに停泊している
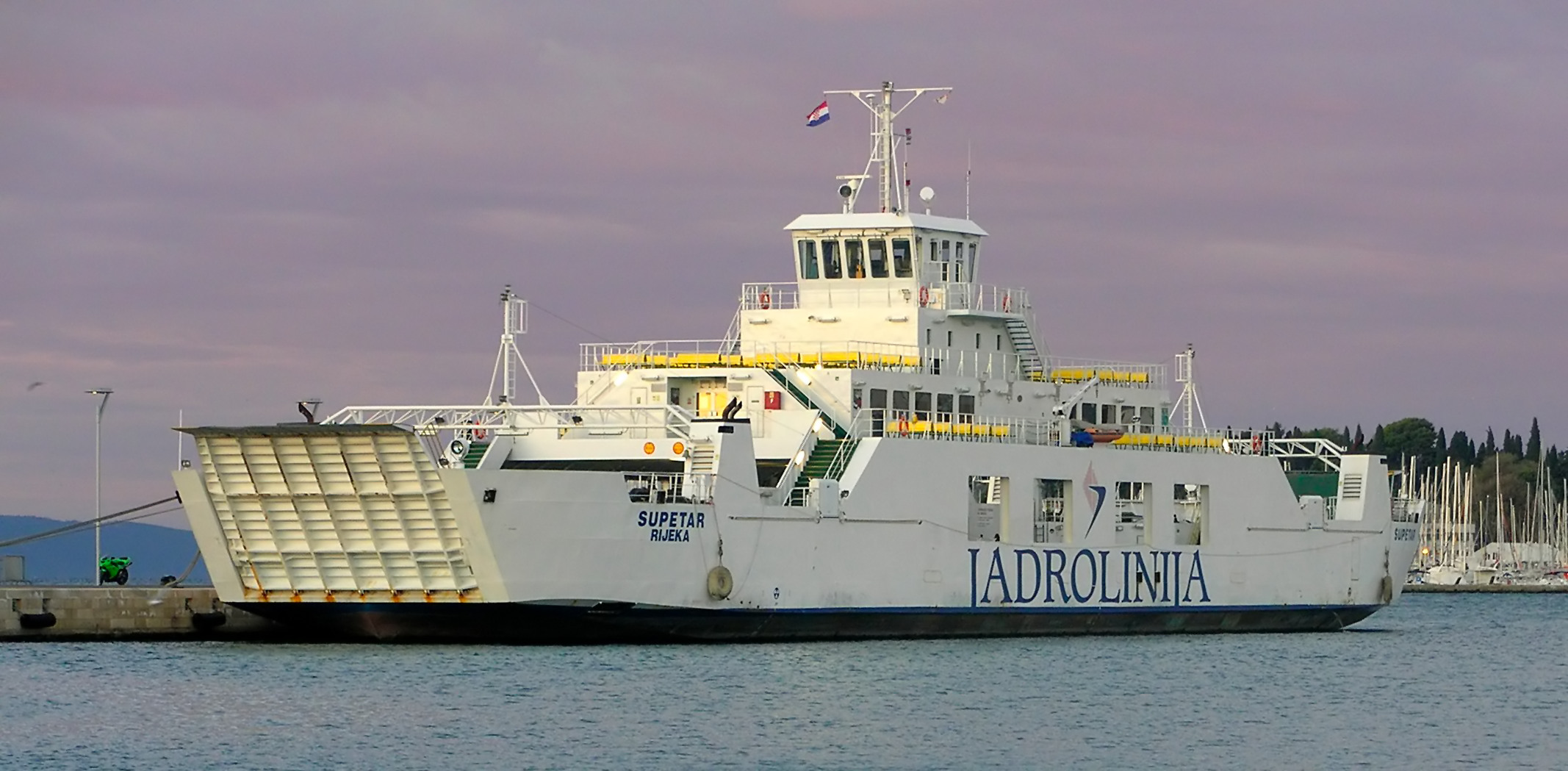
「スペタル」がスプリトに停泊している。
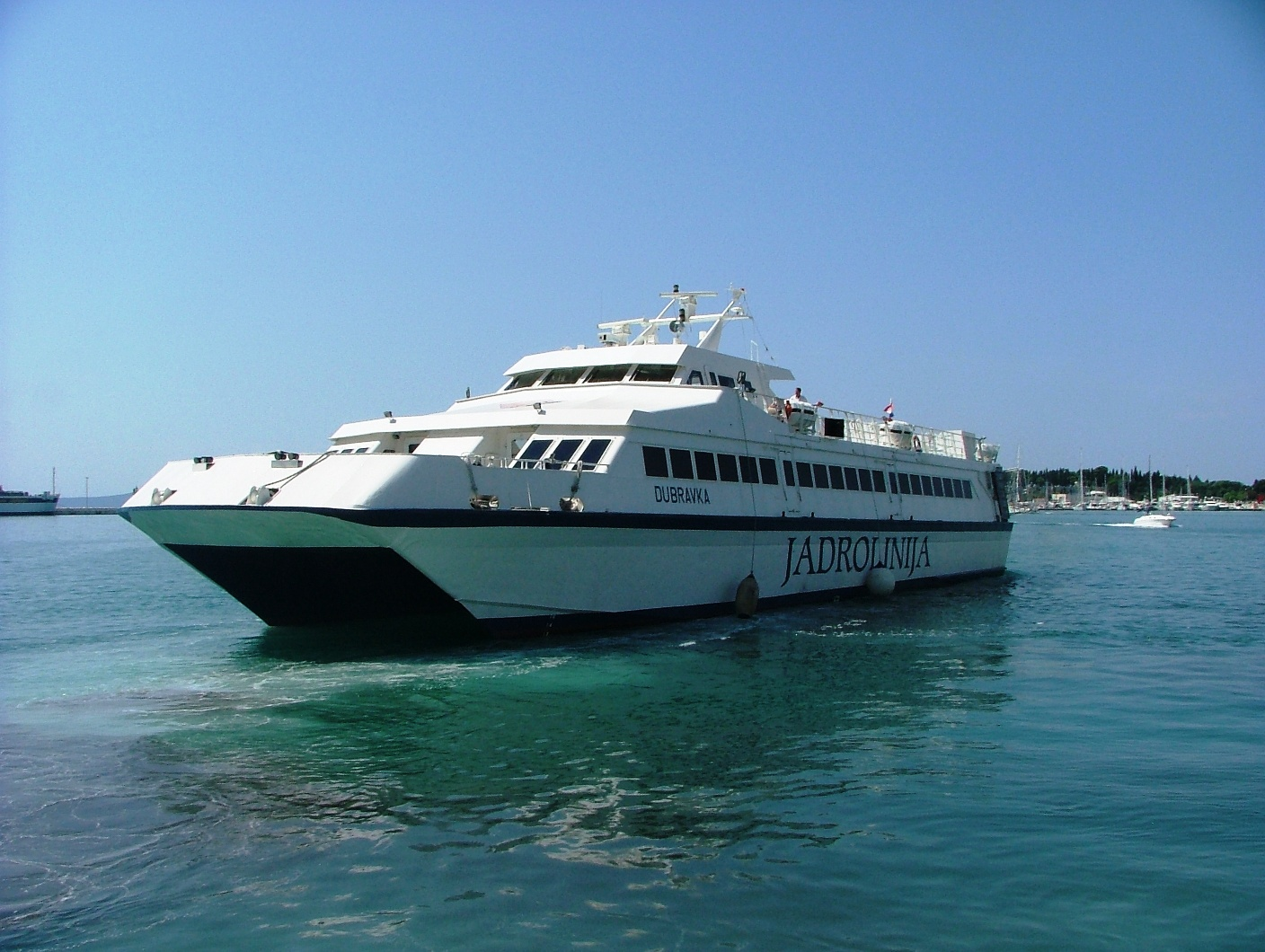
「ドゥブラヴカ」
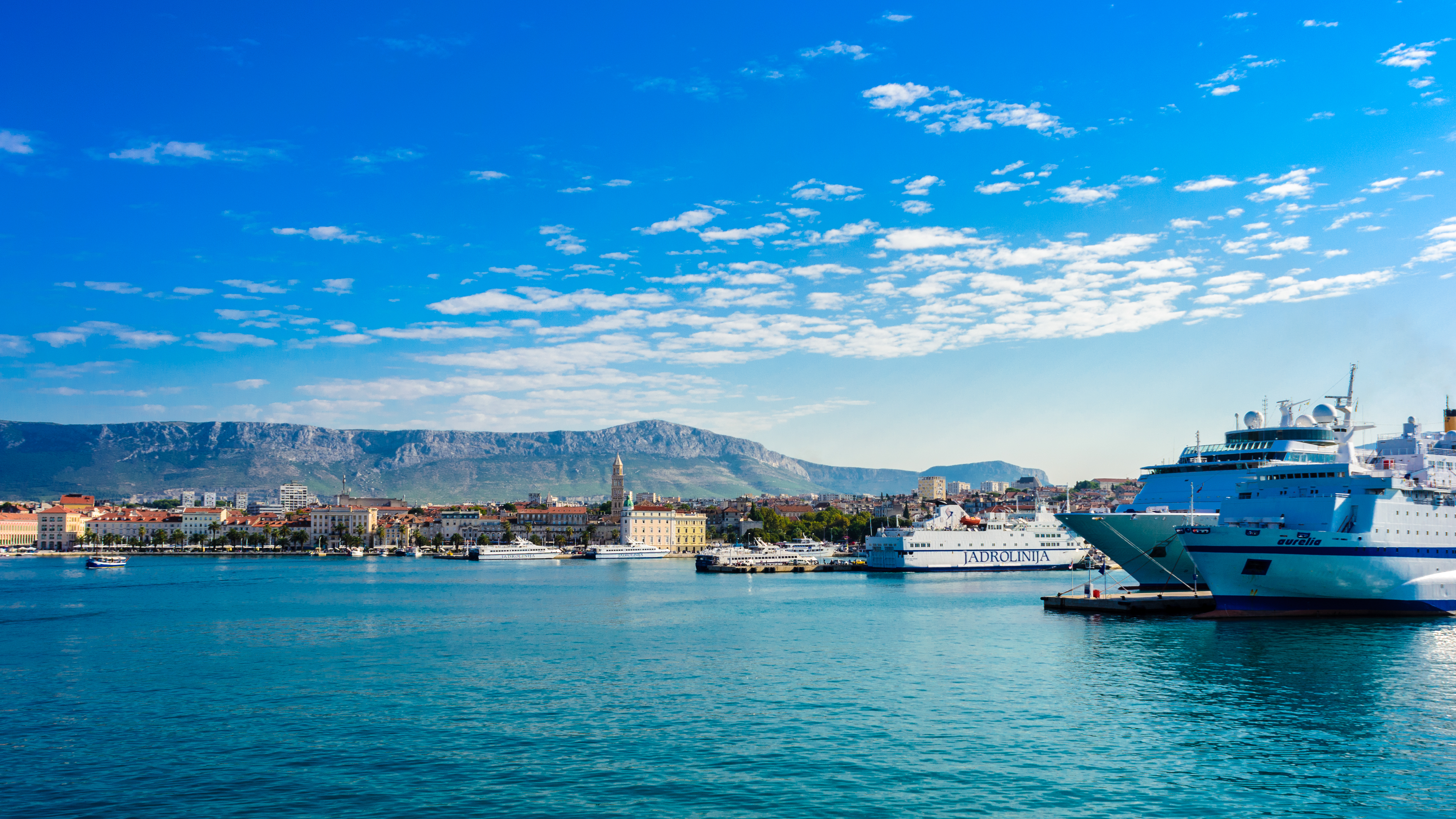
スプリトフェリー港（2015年8月）